# Pilistvere
Pilistvere är en ort i Estland. Den ligger i Kõo kommun och landskapet Viljandimaa, i den centrala delen av landet, 100 km sydost om huvudstaden Tallinn. Pilistvere ligger 55 meter över havet och vid västra sidan om vattendraget Navesti jõgi. Antalet invånare är 123. I byn finns Pilistvere kyrka som är från senare delen av 1200-talet.